# Négoce de matières premières
Dans l'économie, le commerce des matières premières comprend les branches de l'économie qui s'occupent du commerce et de la distribution des matières premières primaires et secondaires.

## Général
Le négoce de matières premières est une partie essentielle de l'économie des matières premières. Cependant, il ne concerne pas l'extraction et la transformation des matières premières elles-mêmes. Cela a lieu aux étapes de traitement en amont. Au sein d'un pays, les matières premières sont échangées via le commerce (niveaux commerciaux tels que le commerce de gros et de détail), qui agit comme un intermédiaire de vente entre les fournisseurs et les acheteurs. Dans le cadre du commerce extérieur, les matières premières sont échangées via l'exportation et l'importation. L'importance des matières premières dans le commerce mondial n'a cessé de diminuer en raison de l'avancée des produits avec des étapes de transformation de meilleure qualité. Dans les années 1970, la part de marché dans le commerce mondial était de 46 %, alors qu'en 1994, il n'était que de 27 %. Néanmoins, le négoce de matières premières par le biais de l'exportation est une source importante de revenus pour de nombreux pays en développement et émergents riches en ressources, et pour certains États, c'est même la principale source de revenus.

## Matières premières négociées

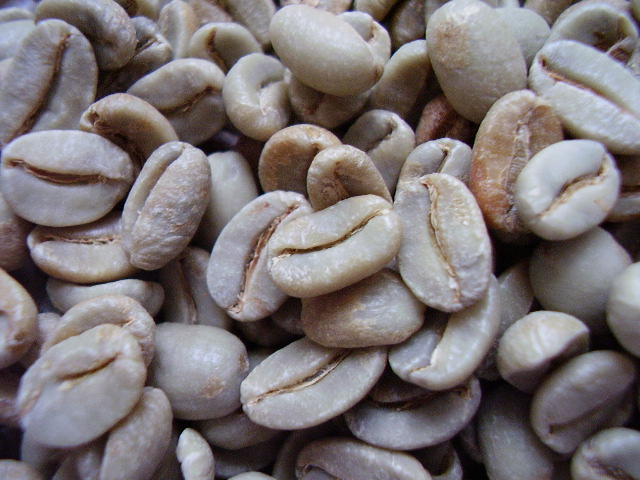
Le café vert est une véritable matière première agricole.

Les matières premières suivantes peuvent être échangées sur le marché des matières premières :
- produits alimentaires, fourrage et matières premières agricoles :
  - viande ;
  - céréales et aliments pour animaux : orge, avoine, maïs, riz, seigle, soja, blé ;
  - produits laitiers ;
  - tubercules comestibles : entre autres pommes de terre, manioc, betterave sucrière ;
  - fruits : espèces fruitières telles que petits fruits, fruits à pépins, fruits à coque, fruits à noyau, fruits tropicaux ;
  - plantes oléagineuses : avocat, chanvre, lin, palmier à huile, colza, sésame ;
  - huiles et graisses végétales : huile de palme, huile de palmiste, huile de soja ;
  - matières premières agricoles techniques : coton, caoutchouc ou laine ;
- produits de luxe : café, cacao, tabac, thé ;
- matières premières industrielles :
  - combustibles et carburants : essence, gaz naturel, mazout, gaz propane, pétrole brut ;
  - matières premières pour utilisation industrielle : aluminium, plomb, bois, cuivre, nickel, zinc, étain ;
  - matières premières pour les biens de consommation : fil de coton, cocons, fil de laine ;
  - oléagineux et fruits oléagineux : coprah, graines de lin, graines de colza, graines de soja ;
  - métaux précieux : argent, or, palladium, platine.

Ces matières premières sont classées en fonction de leur utilisation principale.

## Histoire

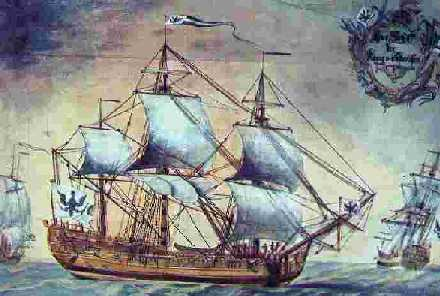
Le "König von Prussia", premier navire marchand de la Royal Prussian-Asiatic Company d'Emden.

Les premières transactions à terme sur les olives ont eu lieu dans la Grèce antique et sur le blé dans la Rome antique. On dit que Thalès de Milet a réalisé, au VIe siècle av. J.-C., des opérations à terme sous forme d'options sur des pressoirs à olives. Le commerce organisé des matières premières via la route de la soie a commencé au plus tard avec la dynastie Han vers 206 av. J.-C.. Les principaux objets de commerce étaient soie, produits agricoles et produits de luxe (agate, ambre, ébène, ivoire ou bois de santal). À cette époque, le négoce de matières premières n'avait pas encore atteint des proportions significatives, ce n'est qu'à l'ère des Grandes découvertes qu'il atteint une certaine importance.
Après que le Portugais Fernão Peres de Andrade atteignit la côte de Canton sur l'île au large de Nei Lingding Dao en août 1517, les matières premières agricoles dominèrent le commerce. Cela a apporté le thé et les épices en Europe. La manie des tulipes aux Pays- Bas a sans doute été la première bulle spéculative, culminant en février 1637. Vers 1750, les Européens ont livré des métaux tels que le plomb, le fer et l'étain à la Chine dans le cadre du troc contre de la soie et du thé. En juillet 1753, le premier navire de commerce de la société allemande Emden East Asian Trading Company, le « König von Prussia », revint de Canton à Emden avec des matières premières. Le produit des marchandises du premier voyage, comme le thé, la soie grège et la porcelaine, rapportait peu de profit, mais couvrait le coût du voyage.
Des accords internationaux sur les produits de base ont été conclus pour réglementer le commerce mondial des produits de base, par exemple, pour l'étain (1956), le blé (1962), l'huile d'olive (1963), le café (1968), le sucre (1969), le cacao (1973) et l'Accord international sur les bois tropicaux (1983).

## Places du négoce de matières premières
Au XIXe siècle, les États-Unis ont commencé à échanger des produits agricoles standardisés (marchandises) sur les bourses de marchandises. Là, en avril 1848, le Chicago Board of Trade ouvrit un marché au comptant pour les céréales. En 1858, les contrats à terme ont été standardisés – à l'époque, ils étaient encore appelés différemment (anglais : « to-arrive contracts ») – en particulier pour assurer la qualité du produit céréalier. Fondé en 1848, le Chicago Board of Trade (CBOT) est la plus ancienne bourse de contrats à terme au monde et fait partie du groupe CME. Une autre bourse est le Chicago Mercantile Exchange (CME). Les contrats à terme et les options sur diverses matières premières sont principalement négociés sur le CME. En octobre 1865, il existe des règles commerciales formelles, notamment en ce qui concerne les obligations de livraison du vendeur. La Bourse du coton de New York a débuté en septembre 1870. Elle est suivie en mai 1872 par la Bourse du beurre et du fromage de New York, prédécesseur de la plus grande bourse à terme de matières premières au monde, la New York Mercantile Exchange (NYMEX). La Bourse du café, du sucre et du cacao a vu le jour en mars 1882. La London Metal Exchange, qui existe encore aujourd'hui, fut la première bourse des métaux à ouvrir en janvier 1877. Il est responsable des métaux industriels tels que l'aluminium, le plomb, le cuivre, le nickel, le zinc et l'étain. À l'exception du cuivre et de l'aluminium, qui sont également négociés sur le NYMEX à New York, le LME détient un quasi-monopole sur tous les autres métaux. L'Institut des terres rares et des métaux (ISE) influence les processus commerciaux correspondants avec sa base de données de prix et de services actualisés (analyse des métaux). L'ICE Futures (anciennement International Petroleum Exchange, IPE) est une plate-forme de négociation pour le principal type de pétrole Brent en Europe. C'est la plus grande bourse de produits dérivés pour les options et les contrats à terme sur le pétrole, le gaz et l'électricité en Europe.
Le London Bullion Market (anglais : « Over-The-Counter, OTC ») représente la place de négociation de gré à gré la plus importante pour l'or et l'argent ainsi que l'un des principaux lieux de négoce de matières premières à Londres. Le prix du marché mondial de l'or y est déterminé depuis 1919 et le prix du marché mondial de l'argent depuis 1897. La négociation est coordonnée par la London Bullion Market Association (LBMA). Le prix des métaux précieux platine et palladium a lieu sur le London Platinum and Palladium Market (LPPM). Comme le London Bullion Market, le LPPM est une exception parmi les marchés de matières premières : ce n'est pas une bourse, mais un marché OTC.

## Indices des matières premières
L'indice Thomson Reuters/Jefferies CRB mesure l'évolution des prix de 19 matières premières pertinentes pour le commerce mondial. Il a été calculé pour la première fois en 1958 par le Commodity Research Bureau (CRB) aux États-Unis. L'indice est considéré comme l'indicateur global pour l'ensemble du secteur des matières premières. L'indice actuel des matières premières, qui porte le nom d'indice CRB, n'est pas comparable à l'indice CRB historique. Il a subi une refonte majeure en 2005, lorsque sa méthode de calcul traditionnelle est devenue obsolète. Depuis lors, l'indice CRB d'origine a continué à fonctionner sous le nom d'indice continu des matières premières (« ancien indice CRB »).
Les autres indices de matières premières comprennent le Bloomberg Commodity Index (anciennement Dow Jones-AIG Commodity Index), le Rogers International Commodity Index (RICI) et le S&P GSCI (anciennement Goldman Sachs Commodity Index). Un indice des prix alimentaires de l'Organisation des Nations Unies pour l'alimentation et l'agriculture (FAO) est l'indice FAO des prix alimentaires (FFPI). Il enregistre l'évolution des prix du marché mondial pour divers produits agricoles et denrées alimentaires. L'indice des prix des matières premières HWWI est un indice complet des matières premières.
Contrairement aux indices de matières premières, les indices boursiers de matières premières ne reflètent pas la performance des matières premières, mais celle des sociétés ouvertes. Des exemples sont le NYSE Arca Gold BUGS Index (HUI), un indice boursier des producteurs d'or internationaux et principalement des mineurs producteurs d'or et le Philadelphia Gold and Silver Index (XAU), qui répertorie les producteurs internationaux d'or et d'argent.

## Les matières premières comme classe d'actifs
En tant que « commodities », les matières premières représentent une classe d'actifs à part et sont considérées comme des placements alternatifs. En raison de la forte volatilité, cette classe d'actifs fait souvent aussi l'objet d'investissements spéculatifs, de sorte qu'elle ne convient qu'aux investisseurs prêts à prendre des risques. Les contreparties ne sont généralement pas intéressées par la livraison physique des matières premières, mais par les gains de prix. Les objets d'investissement de loin les plus populaires sont les métaux précieux sous forme d'or (lingots d'or ou pièces en or). L'or est souvent considéré comme une protection contre l'inflation et les crises, bien qu'aucun rendement ne puisse être atteint.

## Aspects économiques
Pour de nombreuses matières premières, la sécurité d'approvisionnement ou la sécurité énergétique joue un rôle majeur, de sorte que le degré d' autosuffisance d'un pays est mesuré avec sensibilité. Plus le degré d'autonomie approche 100 %, plus l'autosuffisance est élevée et plus la dépendance aux importations est faible.
Des goulots d'étranglement de livraison dus à une demande excédentaire soudaine peuvent apparaître ou, en cas de surproduction, une offre excédentaire. Un autre déséquilibre du marché peut être l'écart entre la demande et l'offre. En l'absence de prix plancher ou prix plafond, le déséquilibre du marché affecte les prix des matières premières, qui ne peuvent jamais aller à « zéro ». Car, les matières premières sont des actifs tangibles avec une valeur intrinsèque, une utilité, et peuvent être des matières premières rares. D'autre part, des augmentations de prix importantes, souvent causées par des perturbations du marché, sont possibles (par exemple, durant les crises des prix du pétrole). Il faut distinguer les chocs réels des chocs nominaux. Les vrais chocs sont provoqués, par exemple, par des changements dans les ressources ou les technologies et entraînent des changements dans l'offre ou la demande. Les chocs nominaux proviennent des marchés financiers. Les chocs liés aux matières premières peuvent être différenciés en fonction de l'intensité et de la persistance des chocs, l'intensité décrivant l'ampleur de la variation des prix des matières premières et la persistance décrivant la durée de la variation des prix. Une hausse des prix des matières premières rend la production plus chère et peut donc être interprétée comme un choc d'offre négatif, c'est l'inverse en cas de baisse des prix. La courbe d'offre se déplace vers la gauche.

## Littérature/liens
- (de) « Publications de et sur Négoce de matières premières », dans le catalogue en ligne de la Bibliothèque nationale allemande (DNB).
- Andreas Hübers: Rohstoffhandel: Wessen Wohlstand wollen wir? - Blog der Lobby-Organisation ONE, 2012.
- Für eine strategische und ganzheitliche Rohstoffpolitik.  Strategiepapier zur Rohstoffsicherheit. - BDI, Juni 2010 (PDF; 1,5 MB).
- Notices d'autorité :   - GND